# Mistrzostwa Świata w Szermierce 1991
Mistrzostwa Świata w Szermierce 1991 – 54. edycja mistrzostw odbyła się po raz piąty w Budapeszcie na Węgrzech.

## Klasyfikacja medalowa
| Lp. | Państwo | złoto | srebro | brąz | Razem |
| --- | ------- | ----- | ------ | ---- | ----- |
| 1   | ZSRR    | 3     | 2      | 5    | 10    |
| 2   | Węgry   | 3     | 1      | 3    | 7     |
| 3   | Włochy  | 2     | –      | –    | 2     |
| 4   | Niemcy  | 1     | 4      | 4    | 9     |
| 5   | Kuba    | 1     | –      | –    | 1     |
| 6   | Francja | –     | 2      | 3    | 5     |
| 7   | Rumunia | –     | 1      | –    | 1     |

## Medaliści

### Mężczyźni
| Złoto                                                                                             | Srebro                                                                                            | Brąz                                                                                      |
| Floret                                                                                            |                                                                                                   |                                                                                           |
| Ingo Weißenborn                                                                                   | Thorsten Weidner                                                                                  | Youssef Hocine Laurent Bel                                                                |
| Kuba · Tulio Díaz · Oscar García · Elvis Gregory · Rolando Tucker                                 | Niemcy · Ingo Weißenborn · Thorsten Weidner · Udo Wagner · Ulrich Schreck                         | Francja · Laurent Bel · Youssef Hocine · Philippe Omnès · Patrice Lhôtellier              |
| Szpada                                                                                            |                                                                                                   |                                                                                           |
| Andriej Szuwałow                                                                                  | Robert Felisiak                                                                                   | Siergiej Kostariew Iván Kovács                                                            |
| ZSRR · Kaido Kaaberma · Pawieł Kołobkow · Siergiej Kostariew · Serhij Krawczuk · Andriej Szuwałow | Francja · Éric Srecki · Robert Leroux · Olivier Lenglet · Hervé Faget                             | Niemcy · Robert Felisiak · Mariusz Strzałka · Arnd Schmitt · Elmar Borrmann               |
| Szabla                                                                                            |                                                                                                   |                                                                                           |
| Grigorij Kirijenko                                                                                | Péter Abay                                                                                        | Wadym Hutcajt György Nébald                                                               |
| Węgry · Péter Abay · Csaba Köves · György Nébald · Imre Bujdosó · Bence Szabó                     | ZSRR · Grigorij Kirijenko · Wadym Hutcajt · Aleksandr Szyrszow · Samir Ibragimow · Andriej Alszan | Niemcy · Felix Becker · Jacek Huchwajda · Jürgen Nolte · Jörg Kempenich · Frank Bleckmann |

### Kobiety
| Złoto | Srebro                                                                                        | Brąz                                                                                       |
| Floret |                                                                                               |                                                                                            |
| Giovanna Trillini                                                                                           | Claudia Grigorescu                                                                            | Sabine Bau Tatjana Sadowska                                                                |
| Włochy · Diana Bianchedi · Francesca Bortolozzi · Giovanna Trillini · Dorina Vaccaroni · Margherita Zalaffi | ZSRR · Tatjana Sadowska · Olga Wieliczko · Jelena Glikina · Olga Sidorowa · Tatjana Napałkowa | Niemcy · Sabine Bau · Zita Funkenhauser · Rozalia Husti · Anja Fichtel                     |
| Szpada |                                                                                               |                                                                                            |
| Mariann Horváth                                                                                             | Eva-Maria Ittner                                                                              | Marina Várkonyi Oksana Jermakowa                                                           |
| Węgry · Diana Eöri · Mariann Horváth · Gyöngyi Szalay · Zsuzsanna Szőcs · Marina Várkonyi                   | Francja · Marlène Hauterville · Brigitte Benon · Valérie Devaux · Valérie Barlois             | ZSRR · Oksana Jermakowa · Marija Mazina · Wiktorija Titowa · Jekatierina Lebiediewa-Gorska |